# Leptodactylus myersi
Espèce
Statut de conservation UICN

 LC  : Préoccupation mineure
Leptodactylus myersi est une espèce d'amphibiens de la famille des Leptodactylidae.

## Répartition
Cette espèce se rencontre jusqu'à 600 m d'altitude, :
- au Brésil dans les États du Pará, du Roraima et d'Acre ;
- en Guyane ;
- au Suriname.

## Étymologie
Cette espèce est nommée en l'honneur de Charles William Myers.

## Publication originale
- Heyer, 1995 : South American rocky habitat Leptodactylus (Amphibia:  Anura:  Leptodactylidae) with description of two new species. Proceedings of the Biological Society of Washington, vol. 108, p. 695-716 (texte intégral).